# Carpophilus quadrisignatus
Carpophilus quadrisignatus – gatunek chrząszcza z rodziny łyszczynkowatych i podrodziny Carpophilinae.

## Taksonomia
Gatunek ten opisany został po raz pierwszy w 1843 roku przez Wilhelma Ferdinanda Erichsona.

## Morfologia
Chrząszcz o lekko wysklepionym ciele długości od 2 do 4 mm. Wierzch ciała ma ubarwiony czarnobrunatnie lub czarno, zawsze z dwoma parami żółtawych plam na pokrywach – te pary przedniej leżą na barkach, te pary tylnej przy szwie w tylnej połowie pokryw. Czułki i odnóża mają kolor żółtoczerwony. Przedplecze ma stępione kąty tylne i niewywinięte do góry, wąskie brzegi boczne. Długość pokryw nie przekracza ich łącznej szerokości. Pokrywy odsłaniają dwa segmenty odwłoka. U samca odwłok cechuje się szeroko zaokrąglonym pygidium oraz głęboko wykrojoną tylną krawędzią ostatniego sternitu, jak i obecnością pary kolistych wgłębień po bokach tegoż wykrojenia. U samicy pygidium jest zaostrzone i ma podłużny, lśniący guzek w tylnej ⅓.

## Ekologia i występowanie
Owad saproksyliczny, spotykany m.in. przy soku wyciekającym ze zranionych drzew liściastych.
Prawdopodobnie gatunek pierwotnie palearktyczny o śródziemnomorskim typie rozsiedlenia, ale współcześnie szeroko rozwleczony, wg części źródeł kosmopolityczny. W Europie znany jest z Portugalii, Hiszpanii, Francji, Szwajcarii, Austrii, Włoch, Polski, Czech, Słowacji, Węgier, Ukrainy, Rumunii, Bułgarii, Słowenii, Chorwacji, Bośni i Hercegowiny, Czarnogóry, Serbii, Albanii, Macedonii Północnej, Grecji oraz europejskich części Rosji i Turcji. Poza tym notowany m.in. z północnej i subsaharyjskiej Afryki, Makaronezji, Cypru i Półwyspu Arabskiego. Z Polski podany został jednokrotnie na przełomie XIX i XX wieku z okolicy Krakowa. Na „Czerwonej liście gatunków zagrożonych Republiki Czeskiej” umieszczony jest jako gatunek krytycznie zagrożony wymarciem (CR).